# Chrysopa lorenzana
Chrysopa lorenzana is een insect uit de familie van de gaasvliegen (Chrysopidae), die tot de orde netvleugeligen (Neuroptera) behoort. 
Chrysopa lorenzana is voor het eerst wetenschappelijk beschreven door Navás in 1913.